# 库尔尼乌
库尔尼乌（法語：Courniou，法語發音：[kuʁnju]）是法国埃罗省的一个市镇，属于贝济耶区。

## 地理
库尔尼乌（43°28'25"N, 2°42'42"E）面积30.06 平方千米，位于法国奧克西塔尼大區埃罗省，该省份为法国南部沿海省份，南濒地中海，西南接奥德省，西北接塔恩省和阿韦龙省，东北与加尔省接壤。
与库尔尼乌接壤的市镇（或旧市镇、城区）包括：昂格莱斯、鲁艾鲁堡、圣庞斯德托米耶尔、勒苏列、韦尔里德穆桑。

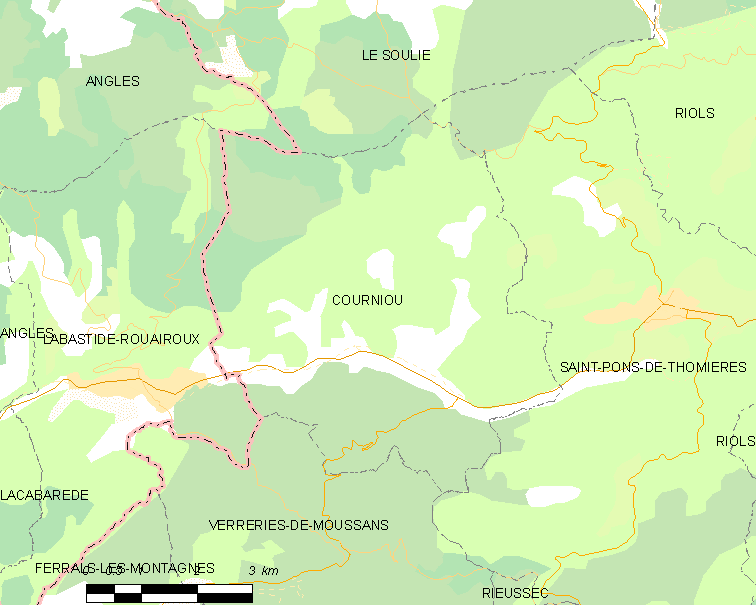
库尔尼乌的OSM定位图

库尔尼乌的时区为UTC+01:00、UTC+02:00（夏令时）。

## 行政
库尔尼乌的邮政编码为34220，INSEE市镇编码为34086。

## 政治
库尔尼乌所属的省级选区为圣庞斯德托米耶尔县。

## 人口

1962-2008年间库尔尼乌人口变化图示

库尔尼乌于2022年1月1日时的人口数量为615人。